# Deutz (Köln)
Deutz (abgeleitet aus lateinisch castrum divitensium, abgekürzt Divitia, später Duitia, Diuza, Tuitium, Duytz, Deutsch, kölsch Düx) ist der rechtsrheinische Teil des Stadtbezirks 1 (Innenstadt) von Köln und mit einer Fläche von über 524 Hektar größter der fünf Stadtteile im Bezirk.
Deutz entstand aus einem römischen Kastell und war bis zur Eingemeindung 1888 eine selbstständige Stadt. Zur Bürgermeisterei Deutz gehörten lange Zeit auch Poll, Kalk und Vingst. Heute ist der Stadtteil vor allem durch die Koelnmesse (früher in den Rheinhallen), die Lanxess Arena, den Hauptsitz des Medienunternehmens RTL Deutschland und den Bahnhof Köln Messe/Deutz bekannt.

## Geografie
Für das größtenteils am linken Rheinufer gelegene Köln liegt das rechtsrheinische Deutz auf der „Schäl Sick“ – der „falschen Seite“, bildet aber mit Altstadt-Nord und -Süd sowie Neustadt-Nord und -Süd den Stadtbezirk Köln-Innenstadt. Deutz grenzt im Osten an die Stadtteile Kalk und Humboldt/Gremberg. Im Süden liegt der Stadtteil Poll; im Westen und im Nordwesten grenzt Deutz an den Rhein und im Nordosten an Mülheim.

## Geschichte
Um das Jahr 310 errichteten die Römer unter Kaiser Konstantin eine Rheinbrücke, um bei den zunehmenden Aufständen der Germanen möglichst schnell Truppen über den Rhein zu bringen. Aber auch für den Handel mit den Germanen war die Brücke nützlich. Zu ihrer Sicherung wurde auf dem rechten Rheinufer das Kastell Divitia errichtet. Dessen Name ist erstmals auf dem Grabstein des Soldaten Viatorinus bezeugt, der in der 2. Hälfte des 4. oder Anfang des 5. Jahrhunderts errichtet wurde, und dann erst wieder in der Frankengeschichte des Gregor von Tours aus dem 6. Jahrhundert. Die Rheinbrücke wurde von den später nachfolgenden Franken vernachlässigt und etwa 500 Jahre später wahrscheinlich abgebrochen, danach war Köln für mehr als 1000 Jahre ohne festen Rheinübergang. 
Zur Überfahrt dienten im Mittelalter und in der Neuzeit Fähren, ein von Erzbischof Bruno (953–965) kurkölnisches Lehen an Deutzer Fährherren. Laut der Chronik von Peter Simons scheint es mindestens zwei Fahrzeuge, einen Nachen und ein größeres Vlotschiff – zum Transport von Gütern und Vieh – gegeben zu haben, die von insgesamt zwölf Personen betrieben wurden, was aber angeblich erstmals 1428 beurkundet wurde. Ab 1674 wurde die an Seilen verankerte Fliegende Brücke, die Gierponte, in Betrieb genommen. 1794 errichteten einrückende Franzosen für kurze Zeit eine stehende Schiffsbrücke, der aber schließlich 1822 eine dauerhafte Schiffsbrücke folgte. Vom 3. März 1791 bis zum 29. Juli 1793 war die fliegende Brücke im Streit aus Deutz verlegt worden. Sie führte dann vom linksrheinischen Bayenturm rechtsrheinisch unter Umgehung von Deutz wahrscheinlich auf Poller Gebiet, auf die Poller Wiesen.
Das alte Kastell wurde 1003 von Erzbischof Heribert von Köln in ein Benediktinerkloster, die Abtei Deutz, umgewandelt. Erzbischof Heinrich I. von Köln erhob 1230 Deutz zur Stadt, die lange Zeit ein Zankapfel zwischen der Stadt Köln, Kurköln und dem Herzogtum Berg war. 1583 wurde Deutz im Kölner Krieg, der bis 1588 dauerte, vollständig zerstört. Nach dem Frieden von Nimwegen wurden 1678 die Festungswerke geschleift. Erst ab 1816 errichteten die Preußen eine neue Befestigungsanlage, deren Verlauf teilweise noch heute anhand mehrerer Straßen erkennbar ist (Helenenwallstraße, Reischplatz, Graf-Geßler-Straße, Kasemattenstraße). Vor den Mauern wurden zunächst Lünetten, Friedenspulvermagazine und später Forts errichtet.
Im Rheinpark ist noch die Umwallung des ehemaligen Forts XII (später als XV nummeriert) erkennbar. An das später errichtete Fort XII auf dem ehemaligen Windmühlenberg im Süden erinnert die Straße Fort Rauch. Die Lünette 1 ist in der Nähe des Judenfriedhofes noch an den Wällen erkennbar. Zwischen Benediktinerabtei und dem späteren Eisenbahngelände innerhalb der Festungsmauern wurde für die Kürassiere ein Kasernenneubau errichtet, der nach dem Ersten Weltkrieg umgebaut wurde und anschließend das Rheinische Museum aufnahm (heute Landeshaus Köln).

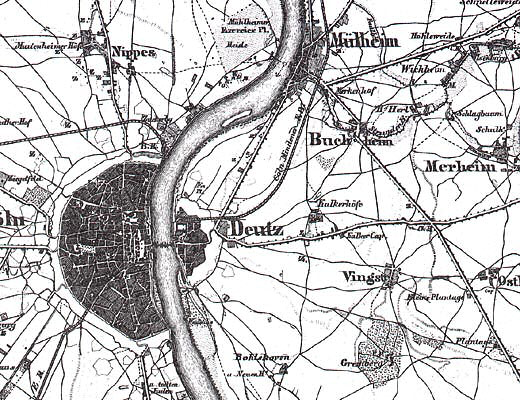
Köln und Deutz um 1850

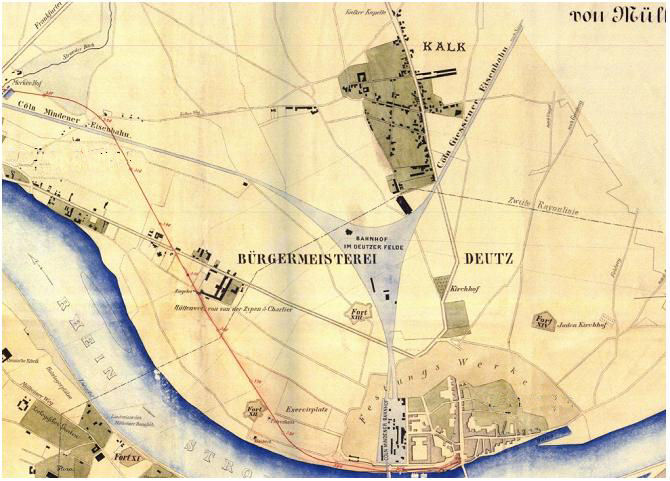
Preußische Stadtbefestigung Deutz um 1870

Deutz kam 1803 an Nassau-Usingen, 1806 an das Großherzogtum Berg und 1814 zu Preußen. Es wurde die Bürgermeisterei Deutz gebildet, die an den Landkreis Köln kam und zu der neben Deutz auch die Gemeinden Kalk, Poll und Vingst gehörten. Seitdem nahm Deutz eine enorme Entwicklung. Die Industrie zog viele neue auch nichtkatholische Einwohner an. Die Deutzer Schiffbrücke bestand von 1822 bis 1915. 
1859 bis 1861 wurde mit der St.-Johannes-Kirche die erste neue evangelische Kirche im Rechtsrheinischen gebaut. 1857 wurde die Bürgermeisterei Deutz in die Stadt Deutz und in die Bürgermeisterei Deutz-Land geteilt. Letztere wurde 1867 in Bürgermeisterei Kalk umbenannt. Schließlich folgte 1888 im Rahmen der „großen Eingemeindungen“ der Stadt Köln auch die Eingemeindung der Stadt Deutz und der Gemeinde Poll in die Stadt Köln. Kalk und Vingst wurden 1910 in die Stadt Köln eingemeindet.
Ab 1845 wurde Deutz zum Endpunkt mehrerer Eisenbahnlinien der beiden konkurrierenden Bahngesellschaften Köln-Mindener und Bergisch-Märkische Eisenbahn-Gesellschaft. Zwischen 1859 und 1913 wurden diese Zug um Zug zunächst durch die Dombrücke und später über die Hohenzollernbrücke und den neuen Deutzer Bahnhof (1913) mit den linksrheinischen Eisenbahnlinien verbunden.
1907 wurde der seit längerem benötigte leistungsfähige Rheinhafen für die Industrie im Deutzer Umland in Betrieb genommen. Die Dombrücke wurde 1911 durch die Hohenzollernbrücke an gleicher Stelle ersetzt. 1913 wurde der heutige Deutzer Bahnhof eröffnet. 1915 wurde als zweite Rheinbrücke in Deutz die Deutzer Brücke eröffnet. 1959 folgte mit der Severinsbrücke die dritte Brücke, die Deutz mit der Innenstadt verbindet. Ab 1922 wurden am Rheinufer nördlich der Hohenzollernbrücke die ersten Bauabschnitte der Kölner Messehallen (Rheinhallen) errichtet. 
Seit 1. Januar 1975 gehört Deutz zum neu gegründeten Stadtbezirk Innenstadt. Im Rahmen der Stadtentwicklung kam es seit den 1990er-Jahren zu verschiedenen Neubauten und Neuansiedlungen, z. B. der Lanxess Arena, des Stadthauses, des Kölntriangles und verschiedener Hotels sowie zum Umbau der Koelnmesse. Ein Einspruch der UNESCO stoppte den Bau von fünf Hochhäusern, die den Südeingang der Messe markieren sollten, da sie die Sichtwirkung des Weltkulturerbes Kölner Dom bedrohen würden.

## Bevölkerungsstatistik
In Deutz leben 15.785 Menschen. 
Die Struktur der Bevölkerung von Köln-Deutz (2021):
- Durchschnittsalter der Bevölkerung: 41,4 Jahre (Kölner Durchschnitt: 42,3 Jahre)
- Ausländeranteil: 17,4 % (Kölner Durchschnitt: 19,3 %)
- Arbeitslosenquote: 5,9 % (Kölner Durchschnitt: 8,6 %)

## Rheinboulevard

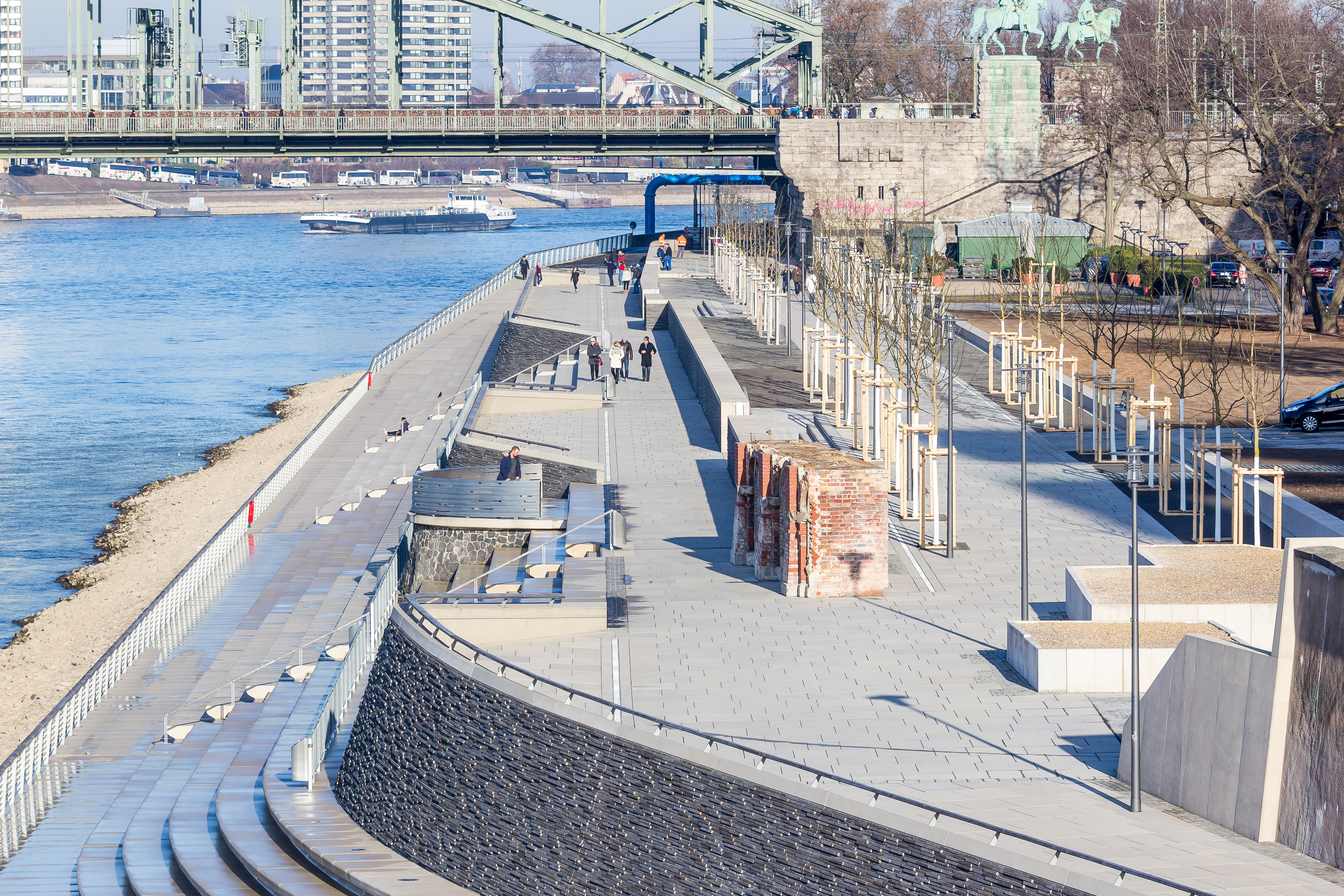
Rheinboulevard mit Freitreppe nach Fertigstellung, November 2016

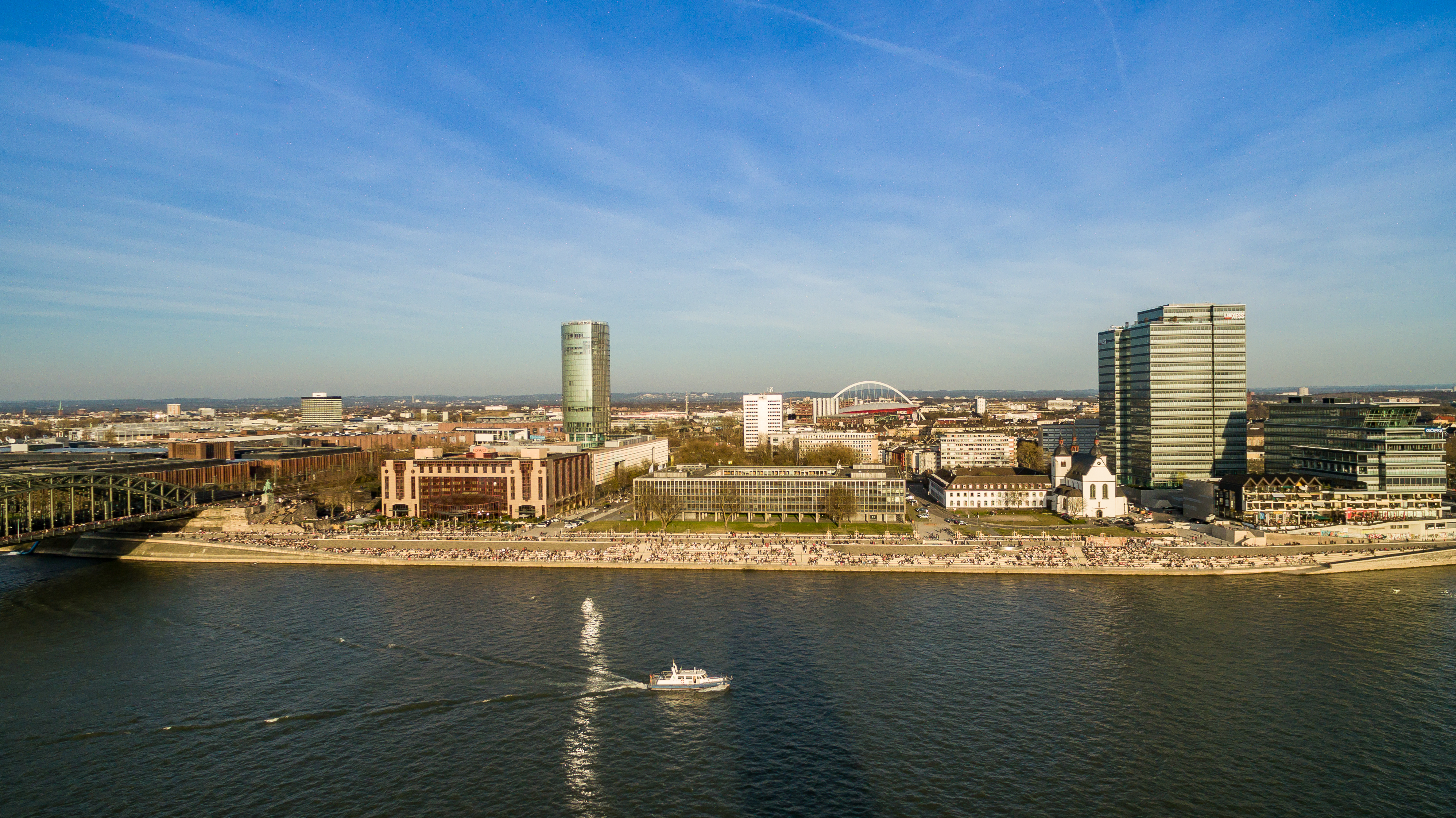
Luftbild Rheinboulevard Köln, März 2017

Im Rahmen der Regionale 2010 wurde die Rheinufergestaltung zwischen Deutzer Brücke und Hohenzollernbrücke unter dem Namen Rheinboulevard geplant. Bei den Bauarbeiten wurden am Rheinufer geschichtliche Zeugnisse von der Römerzeit bis in die Gegenwart entdeckt, die in dieser Folge und Konzentration eine Besonderheit in Deutschland sind. Aus einer deshalb im Sommer 2010 gegründeten Bürgerinitiative für die Erhaltung dieses kulturellen Erbes ging Ende 2011 der Förderverein Historischer Park Deutz hervor. Infolge des breiten zivilgesellschaftlichen Engagements für die historischen Funde wurde 2011 ein Moderationsverfahren mit der Stadt Köln durchgeführt, in dessen Planungswerkstätten die mögliche Umsetzungen eines Historischen Parks erarbeitet wurden. Ab 2013 übernahm der Förderverein die Patenschaft über die Reste des Kastells Divitia und kümmert sich auch in Folge ehrenamtlich um den Erhalt der Denkmäler.
Zu den archäologischem Funden gehörten unter anderem:
- Turm- und Mauerreste des römischen Kastells
- Fundamente der Kirche Alt St. Urban
- Grabstätten
- Fundamente eines mittelalterlichen Wehrturms
- Fundamente einer Drehscheibe am ehemaligen Bahnhof Schiffbrücke der Bergischen-Märkischen Eisenbahngesellschaft
- Bahndammmauerreste der Bergisch-Märkischen Eisenbahngesellschaft
- Tunnelteilstück der Liliputbahn

Am 13. Juli 2015 wurde der untere Teil des Rheinboulevards mit der Freitreppe eröffnet. Oberhalb der Treppe wurde bis Ende 2016 ein Panoramaweg und der eigentliche Boulevard fertiggestellt. Dieser erzielt beim Kölner Architekturpreis 2017 eine Anerkennung. Da der Rheinboulevard bei Massenandrang eine Sturzgefahr von den hohen Stufen birgt und nur eingeschränkte Fluchtwege bietet, bleibt er beim Großfeuerwerk Kölner Lichter gesperrt.
2017 wurde das Projekt mit dem Deutschen Landschaftsarchitekturpreis ausgezeichnet, der höchsten deutschen Auszeichnung für Landschaftsarchitektur.

## Poller Wiesen

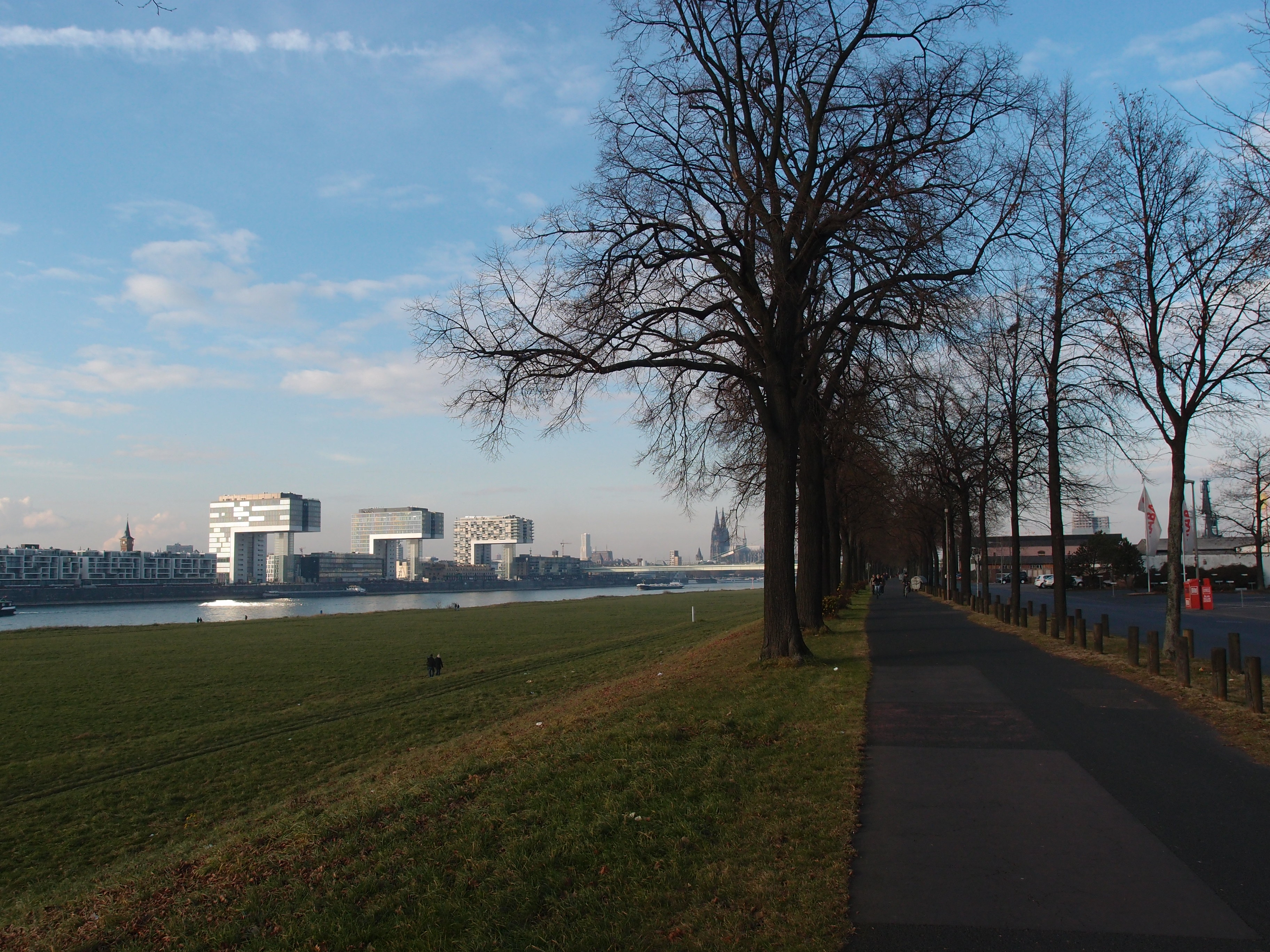
Blick auf die heutigen Poller Wiesen im Stadtteil Deutz, wo die beiden nördlichen Poller Köpfe lagen

Als Poller Wiesen wird im allgemeinen Sprachgebrauch immer mehr das gesamte Rheinufer zwischen dem Molenkopf des Deutzer Hafens und der Rodenkirchener Brücke bezeichnet, obwohl dies ursprünglich und historisch korrekt nur den Wiesenbereich rheinabwärts der Südbrücke bezeichnete, der seit der Eingemeindung Polls zu Köln 1888 heute zum Stadtteil Köln-Deutz gehört. Am 24. Oktober 2005 wurden die Poller Wiesen aufgrund ihrer historischen Bedeutung – unter anderem wegen der mittelalterlichen Uferbefestigungen (Poller Köpfe), von denen noch Reste im Boden vorhanden sind – in die Bodendenkmalliste des Landes Nordrhein-Westfalen aufgenommen.
Sie werden – trotz Lage im Überschwemmungsbereichs des Rheins – gelegentlich auch für größere Veranstaltungen genutzt, z. B. anlässlich des Katholischen Weltjugendtages 2005 und des Deutschen Evangelischen Kirchentages 2007 als Versammlungsort. 2003 fand dort eine (gewaltsam beendete) Veranstaltung der europäischen Antifa-Bewegung gegen Rassismus statt.
Der offene, unbebaute Bereich der Poller Wiesen im Ortsbereich Deutz wird für vielerlei Zwecke genutzt. Er ist auch ein beliebtes Gebiet, um Drachen steigen zu lassen bzw. im Sommer zu sonnen und zu grillen. Er ist zudem Landschaftsschutzgebiet.

## Bürgermeister
- 1808–1842 Wilhelm Franz Neuhöffer
- 1843–1867 Gerhard Schaurte
- 1867–1888 Robert Reisch

## Sehenswürdigkeiten

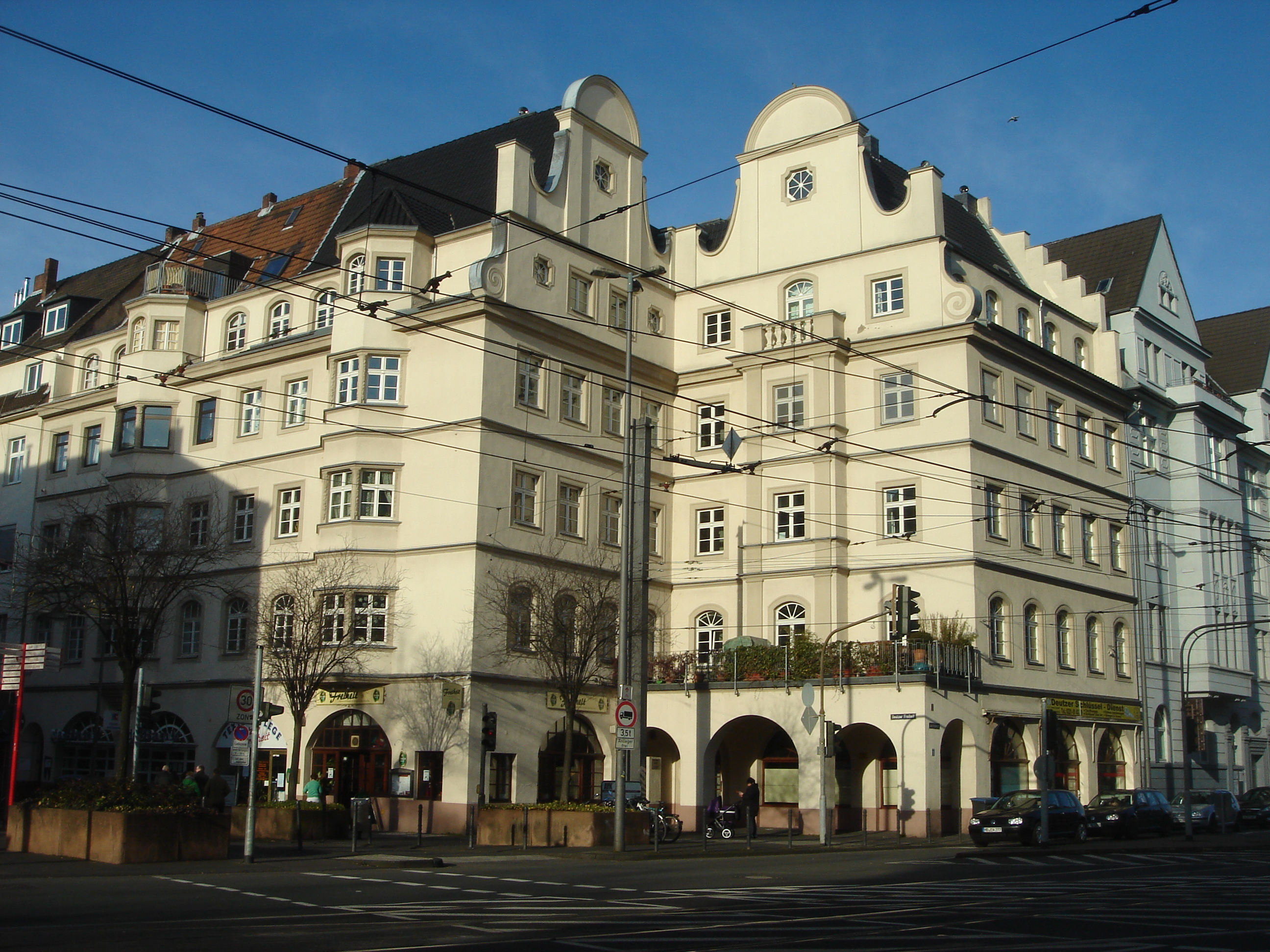
Wohnhaus „Deutzer Freiheit 1“ auf der Deutzer Freiheit/Justinianstraße, Frühwerk von Wilhelm Riphahn.

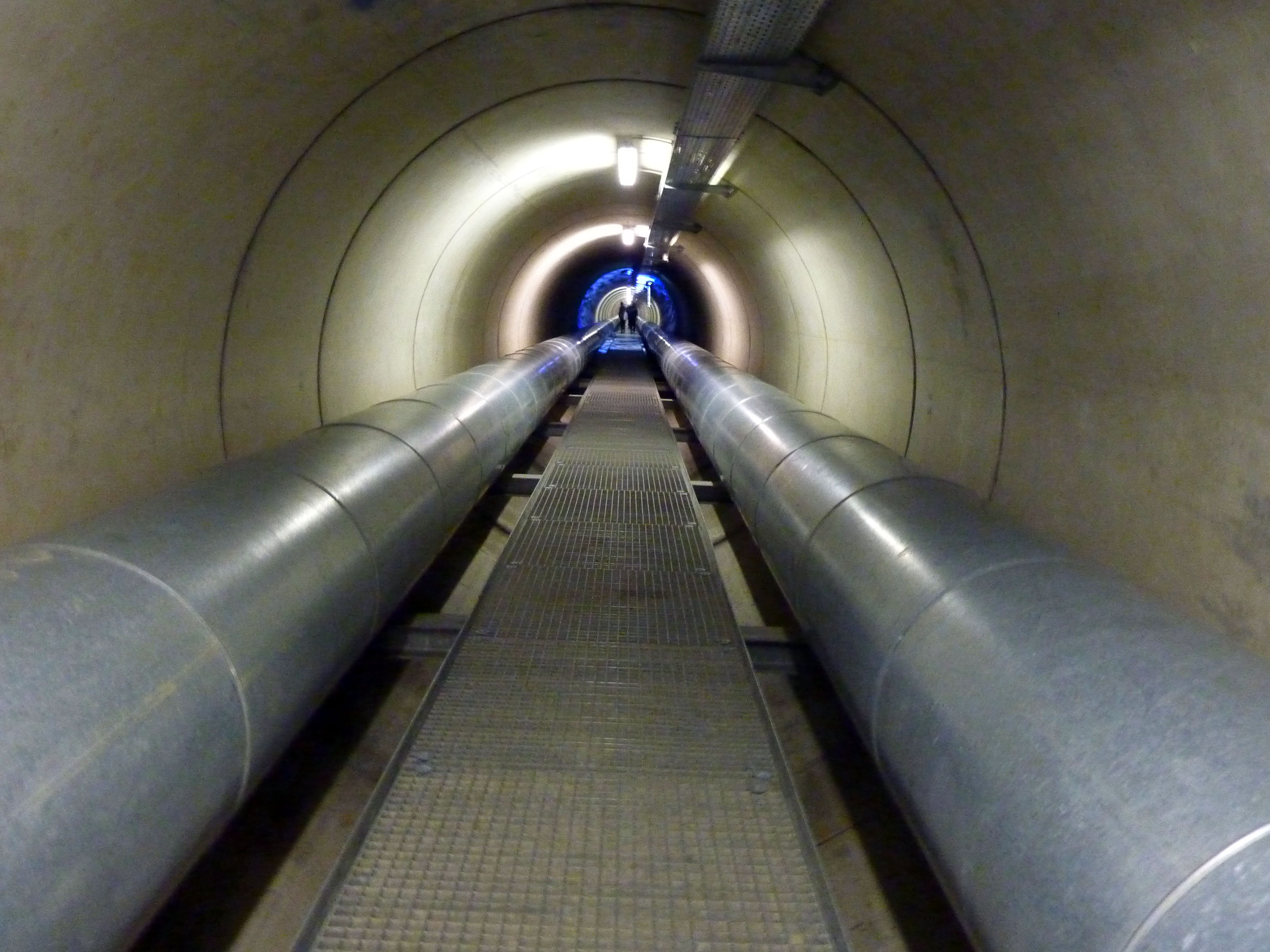
Fernwärmetunnel unter dem Rhein

Köln-Deutz, hinten die Lanxess Arena

- Hohenzollernbrücke, Eisenbahn- und Fußgängerbrücke zur Innenstadt, mit Kletterwand und zigtausend „Liebesschlössern“
- Alt St. Heribert, romanische Kirche des ehemaligen Benediktinerklosters, heute Kirche der Griechisch-Orthodoxen Gemeinde Köln
- Neu St. Heribert, neoromanische Kirche mit dem bekannten Heribert-Schrein
- Historischer Park Deutz am Deutzer Kastell
- Geburtshaus August Bebel
- Deutzer Freiheit, Einkaufsstraße
- Düxer Bock, Denkmal
- Fernwärmetunnel unter dem Rhein, Besichtigung nur auf Anfrage
- Festplatz am Rhein (Deutzer Werft zwischen Deutzer Brücke und Severinsbrücke)
- Rheinpark, kommunales Freizeit- und Veranstaltungsgelände, Ort ehemaliger Bundesgartenschauen u. a. mit:
  - Tanzbrunnen
  - Staatenhaus
  - mehr als ein Dutzend Skulpturen
  - Mini-Eisenbahn
  - Umwallung ehemaliges Fort XV (XII)
  - Restaurant Rheinterrassen
  - Kölner Seilbahn
  - Auenlandschaft im Norden
  - Jugendpark
- Jüdischer Friedhof Deutz, mit Wallresten der preußischen Lünette 1
- Technische Hochschule Köln, Ingenieurwissenschaftliches Zentrum (IWZ)
- Tankstelle "ESSO Station An der Kölnarena" mit Überdachung im Stil der 1950er Jahre (älteste erhaltene Tankstelle Kölns)[26]
- Denkmal des Kürassier-Regiment Nr. 8
- Lanxess Tower, Bürohochhaus
- Lanxess Arena (bis zum 1. Juni 2008: Kölnarena)
- Lommerzheim, bekannte wiedereröffnete Kölschkneipe
- Rheinhallen, alte Messehallen, heute u. a. Sendezentrum von RTL Deutschland
- Ottoplatz mit Ottomotor-Denkmal
- ehemaliger Postbahnhof (heute Gelenkbogenhallen)
- Altes Römertor
- Stadthaus Deutz, ein Verwaltungsgebäude der Stadt Köln
- Kölntriangle, Bürohochhaus mit öffentlicher Aussichtsplattform
- Liste der Baudenkmäler im Kölner Stadtteil Deutz

## Preußische Festungsbauten

### Umwallung Deutz

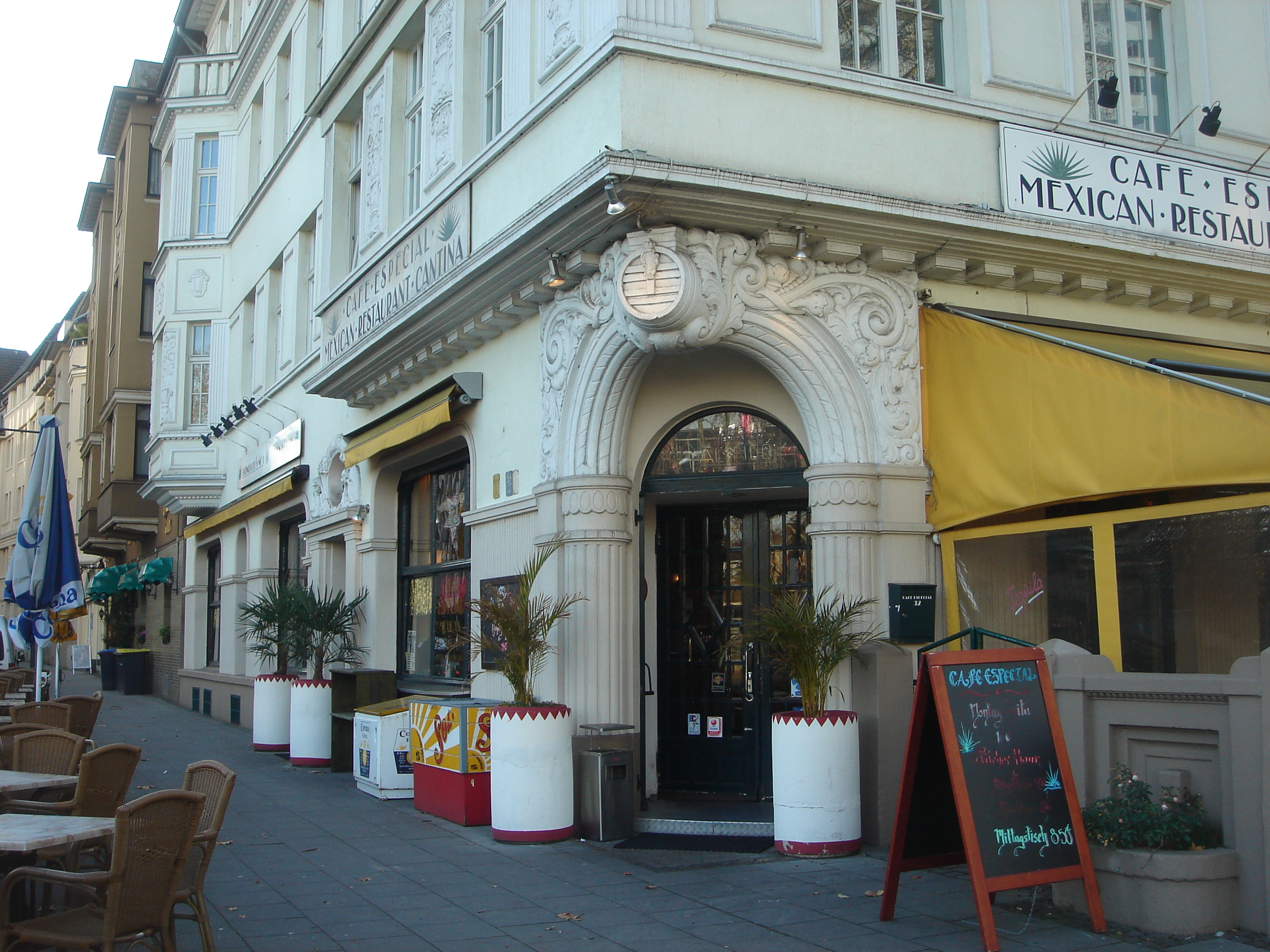
Mexikanisches Restaurant „Café Especial“ auf der Ecke Neuhöfferstraße/Constantinstraße.

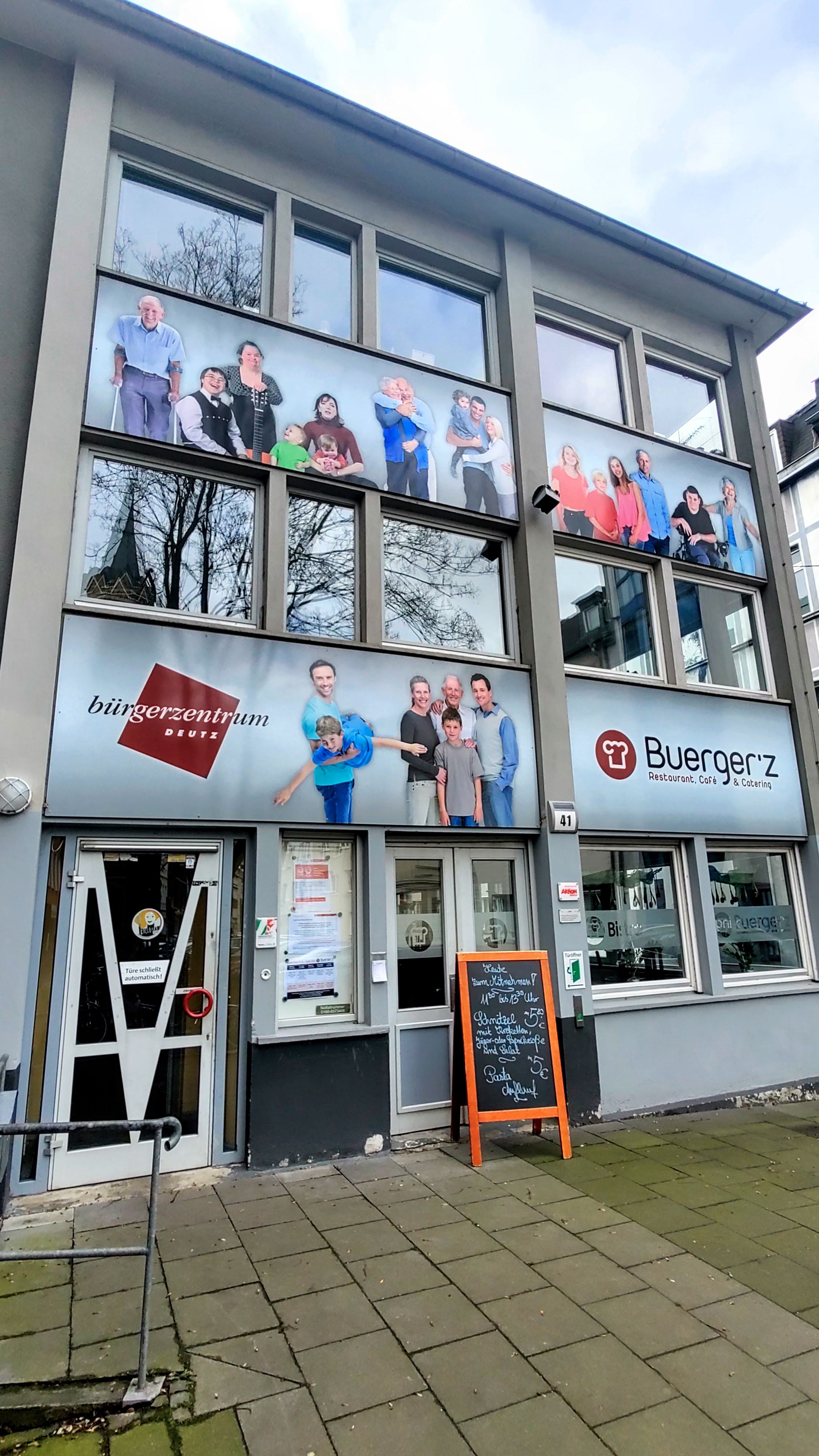
Bürgerzentrum Deutz in der Tempelstraße.

Die Umwallung Deutz wurde von 1818 bis 1822 unter der Gesamtleitung von Generalleutnant Gustav von Rauch, Generalinspekteur aller preußischen Festungen, errichtet. Ab 1907 und Folgejahre erfolgte die so genannte „Schleifung“, bei der die Deutzer Stadtmauer vollständig abgebrochen wurde. Im Gegensatz zur linksrheinischen Stadtmauer sind von der rechtsrheinischen Stadtmauer keine Tore etc. zurückgelassen worden, so dass heute keine Spuren mehr sichtbar sind. Lediglich die Straßenführung (Kasemattenstraße, Graf-Geßler-Straße, Reischplatz, Helenenwallstraße) als Verlauf der ehemaligen Wallstraße und die mit Basaltsteinen versehene Anhöhe in der Kasemattenstraße erinnern noch daran.
Städtebaulich sorgte der Abbruch der Stadtmauer für die erste auch architektonisch geplante Stadtteilerweiterung in Deutz. Erkennbar u. a. mit den sonst vor allem in Deutz untypisch sehr breiten städtischen Gehwegen und den symmetrisch gestalteten Von-Sandt-Platz, die der Kölner Gartenmeister Fritz Encke schuf. Die meisten Gebäude davon entstanden nach dem Ersten Weltkrieg durch den „Beamten-Wohnungsverein zu Köln“.

### Kriegspulvermagazin Deutz
Schaurtestraße 1828/29: erbaut um 1907 in städtischen Besitz übergegangen, Bau des Deutzer Gymnasiums; keine Spuren mehr sichtbar.

### Fort XV, Rheinpark
Frühere Bezeichnung Fort XII: 1845/46 erbaut als Lünette am Rhein; 1857: Abbruch der Lünette; 1858/59: Bau des Forts anstelle der Lünette nach den Veränderungen von Ernst Ludwig von Aster und Carl Ferdinand Busse; 1913/14: Abbruch des Reduits; Graben und Umwallung weitgehend erhalten und Aufbau eines Restaurationsbetriebs der Deutschen Werkbundausstellung nach dem Entwurf von Wilhelm Kreis sowie dazugehöriger Grüngestaltung nach dem Entwurf von Fritz Encke; Zweiter Weltkrieg: teilzerstört; 1956/57: Umwallung teilweise eingeebnet bzw. Erdanschüttung auch verschoben sowie Bau eines Parkcafé auf der östlichen Kaponniere für die Bundesgartenschau nach dem Entwurf von Rambald von Steinbüchel-Rheinwall sowie Wall- und Grabenveränderung mit Grüngestaltung nach Entwurf von Günther Schulze und Joachim Winkler; heute: erhalten: Andeutungen eines Graben und Wallteilers.

### Fort XIV
Deutz-Mülheimer Straße, frühere Bezeichnung Fort XIII; 1857–1859: erbaut anstelle der früheren Lünette 8, Entwurf: Heinrich Ferdinand Schubert mit Veränderungen von Ernst Ludwig von Aster und Carl Ferdinand Busse; um 1910: abgebrochen und auf dem Gelände Paketpostamt errichtet; ab etwa 2000: Designzentrum, Hotel und Verwaltungsgebäude der Lufthansa; heute keine Spuren sichtbar.

### Fort XIII, Fort Rauch
Fort XIII, Fort Rauch (benannt nach General Gustav von Rauch, Generalinspekteur der preußischen Festungen), Siegburger Straße, frühere Bezeichnung Fort XV; 1861–1863: entstanden durch den Umbau der Lünette am Windmühlenberg von 1855; vor dem Ersten Weltkrieg: Artilleriedepot; um 1958/59: Abbruch, heute: erhalten: eine Kaponniere im Keller eines Gebäudes der Strabag AG.

### Lünetten

#### Lünette 1
Lünette 1, Am Judenfriedhof, heute Deutzer Stadtgarten, frühere Bezeichnung Lünette IX; 1855 erbaut als defensibles Friedenspulvermagazin mit der Bezeichnung Am Judenfriedhof; 1859–1864 zur Lünette umgebaut; 1919/20: umgestaltet zum grünen Fort, Entwurf: Fritz Encke, Nutzung als Gastwirtschaft; nach 1967: Bauwerk wegen Baufeuchtigkeit zerstört; heute: im Grüngelände Grundriss und Umriss in etwa noch ablesbar.

#### Lünette 2
Lünette 2, östlich des Altbaus des Eduardus-Krankenhauses, frühere Bezeichnung Lünette IX; 1828/29: als defensibles Friedenspulvermagazin erbaut; 1832/33: umgebaut zur Lünette; Ende der 1990er Jahre: Beseitigung der letzten Geländespuren; heute: Erweiterungsbau des Eduardus-Krankenhauses.

## Verkehr

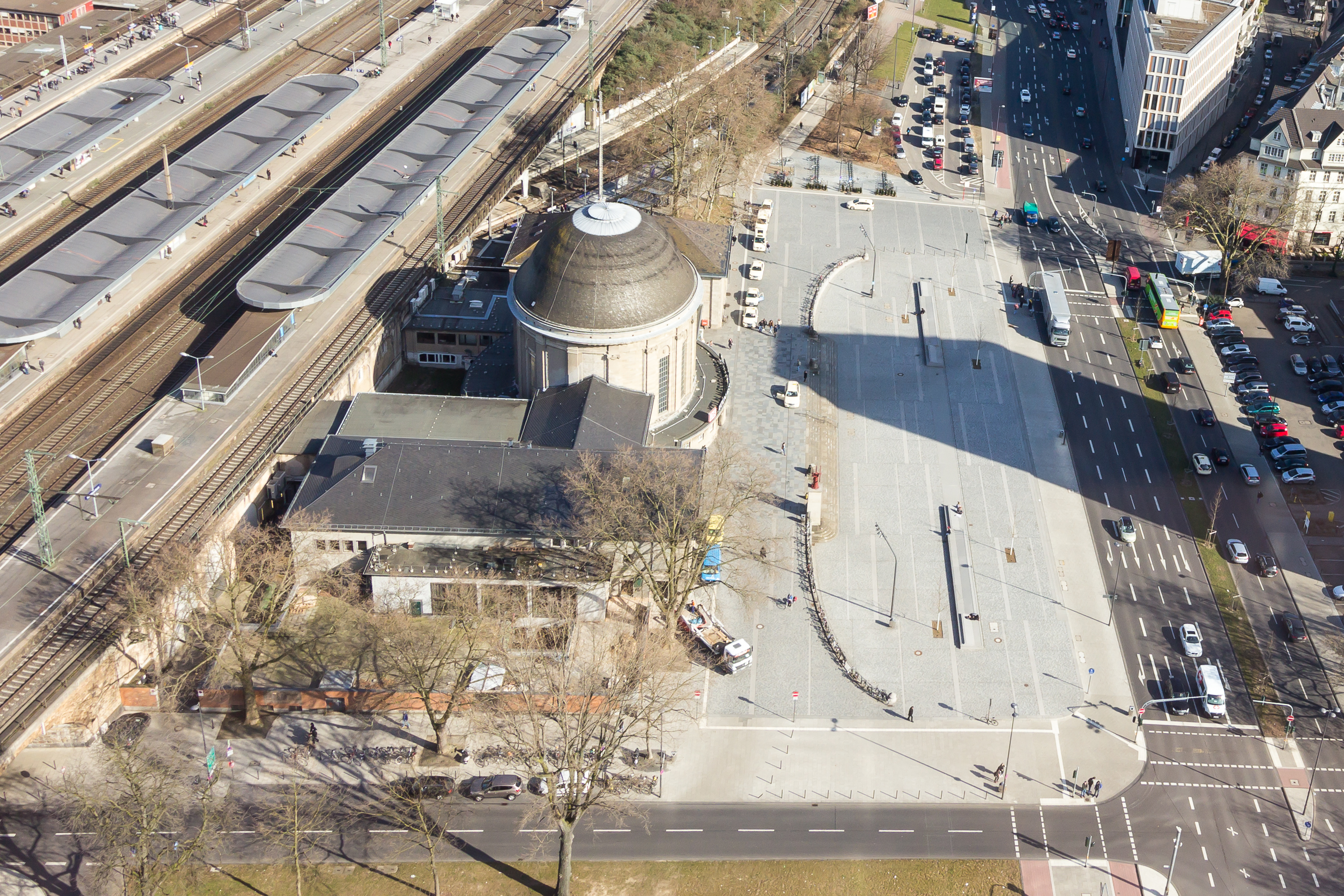
Bahnhof Messe/Deutz von oben mit neu gestaltetem Vorplatz Ottoplatz.

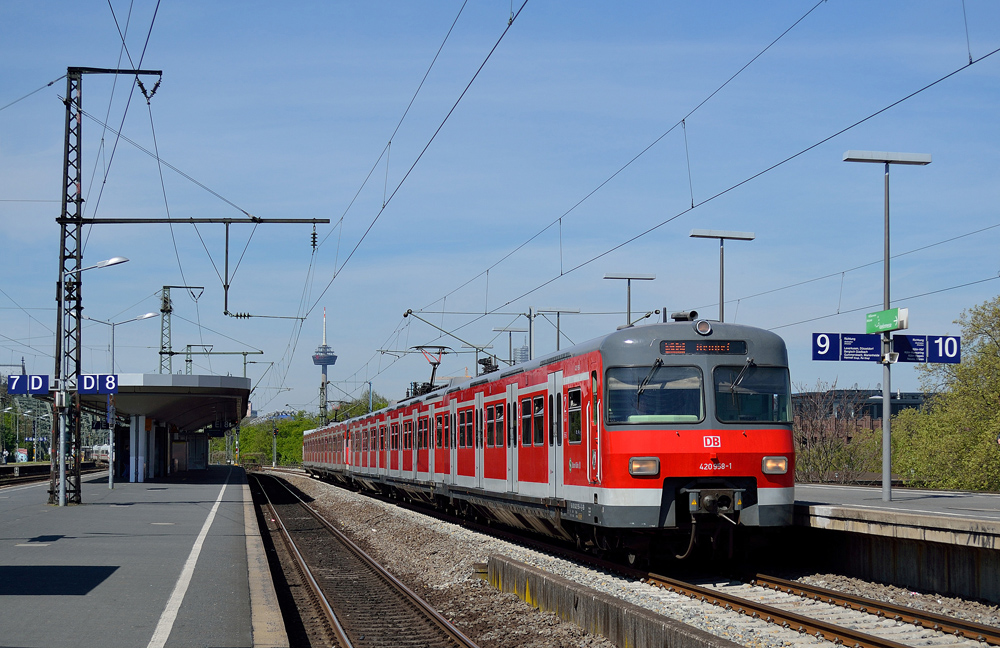
Ein Triebwagen der Baureihe 420 der S-Bahn Köln als S12 im Bahnhof Köln Messe/Deutz (Mai 2016).

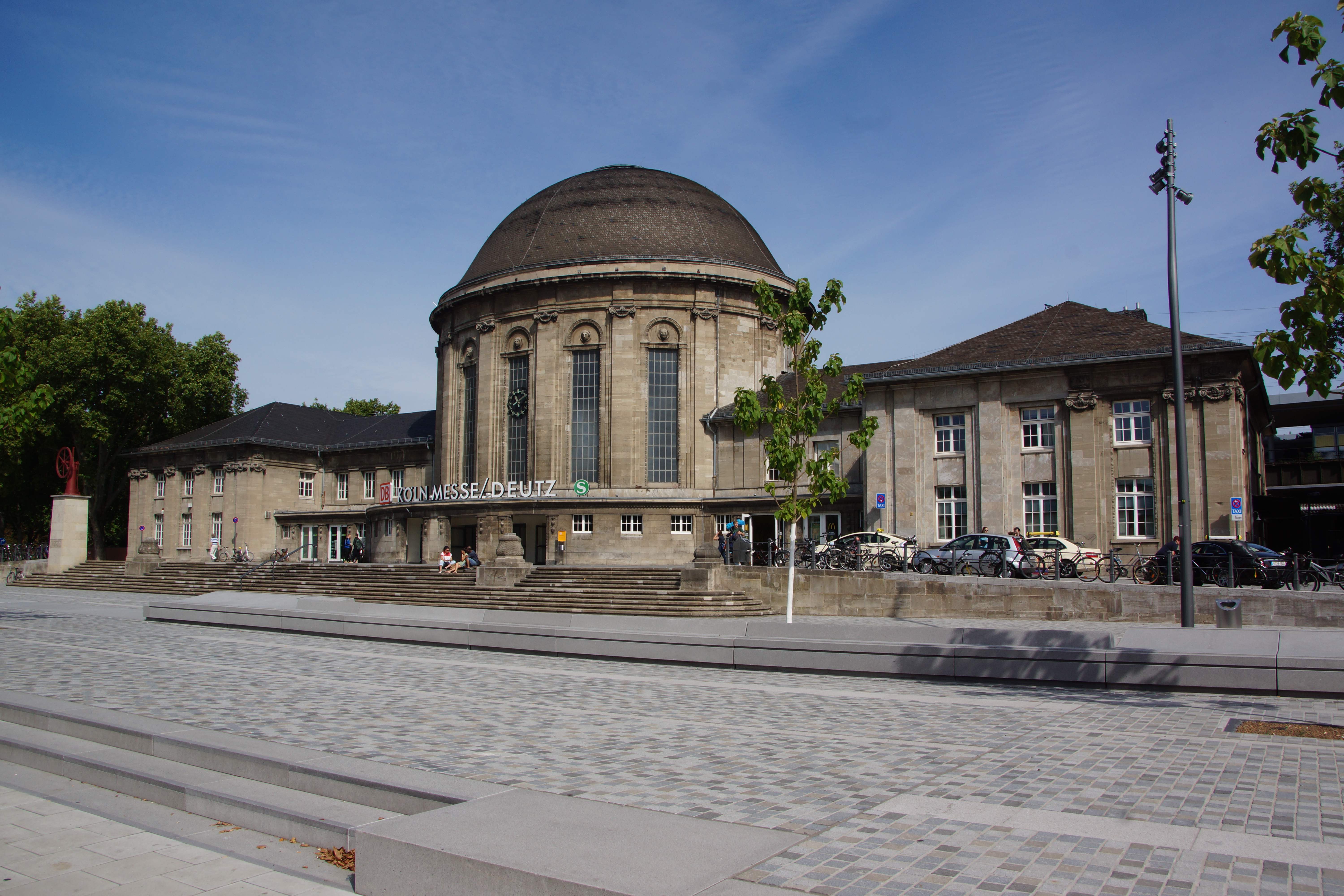
Empfangsgebäude Köln Messe/Deutz mit Vorplatzgestaltung seit 2014.

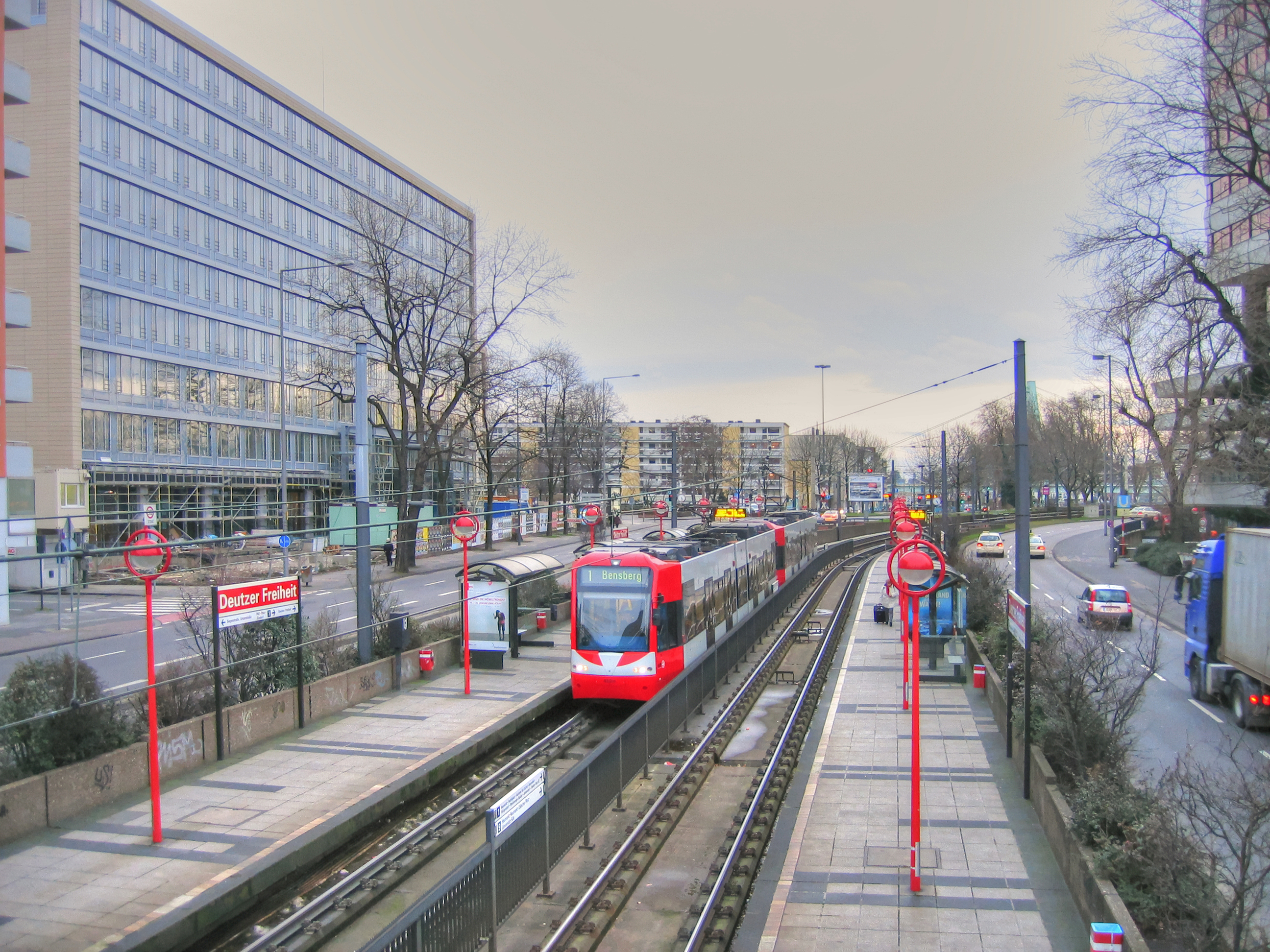
Station Deutzer Freiheit der Kölner Stadtbahn

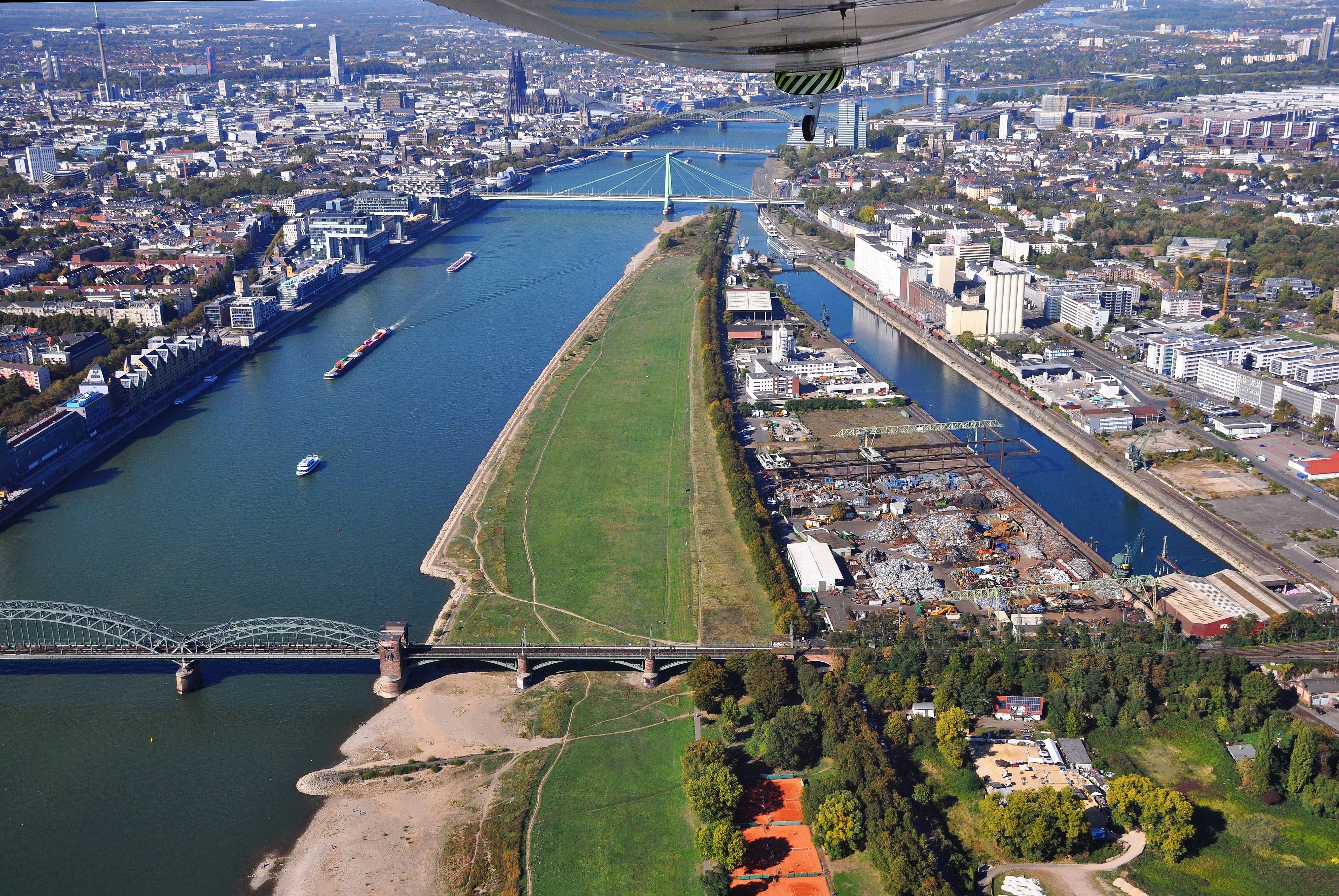
Deutzer Hafen, Poller Wiesen, Rheinbrücken

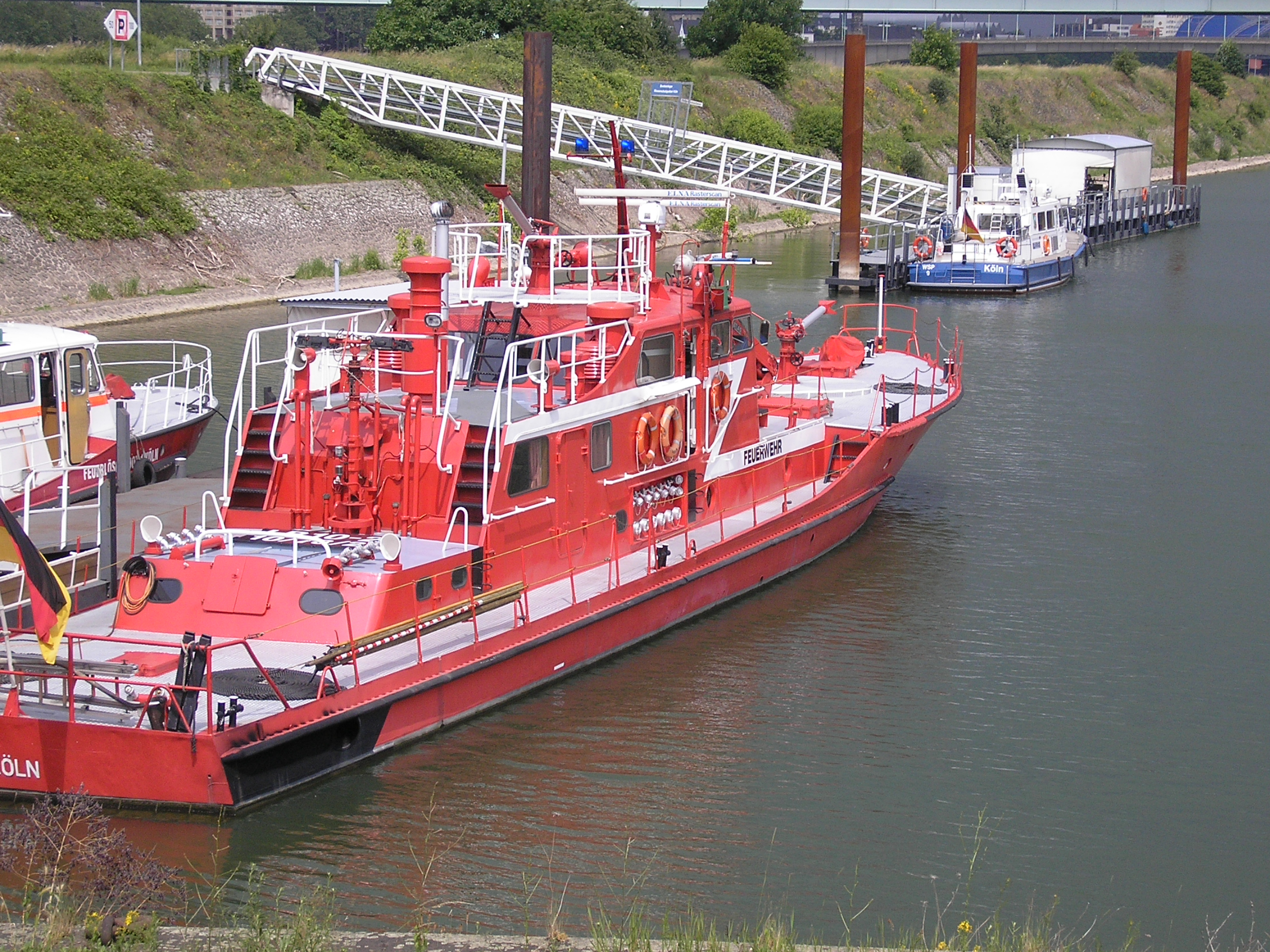
Wasserschutzpolizei und Feuerlöschboote im Deutzer Hafen

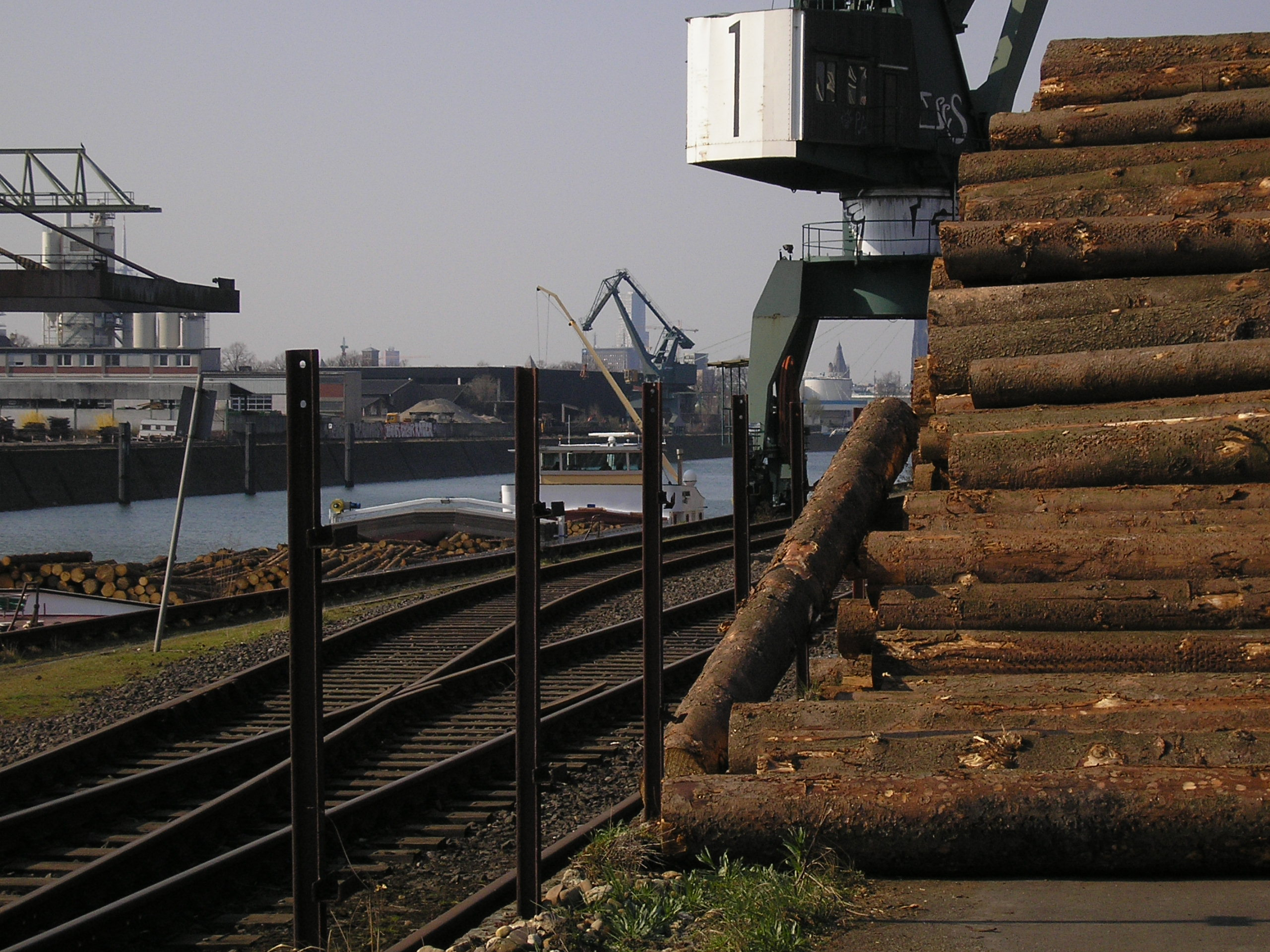
Holzverladung im Deutzer Hafen

### Eisenbahn
Im Bahnhof Köln Messe/Deutz halten nahezu alle Züge, die auch im Kölner Hbf halten, mit Ausnahme der Züge des Fernverkehrs. Dafür halten auf den Tiefbahnsteigen des Bahnhofs einige ICEs, u. a. der Relationen Essen – München (stündlich) und Köln/Bonn Flughafen – Berlin, die nicht zum Hauptbahnhof fahren, da sie dort die Fahrtrichtung ändern müssten.

### Stadtbahn
Die Kölner Stadtbahn besitzt in Deutz mit der Station Bahnhof Deutz/Messe/LANXESS arena einen ihrer Knotenpunkte. Hier halten die Linien 1, 3, 4 und 9. Die Linie 7 biegt nach der Überquerung des Rheins auf der Deutzer Brücke nach Süden Richtung Poll – Porz ab.

### Straßenverkehr
Der Autoverkehr kann in Deutz einen Autobahnzubringer Richtung Süden nutzen. Dieser führt über die Autobahn A 559 zum Kreuz Köln-Gremberg, wo die Autobahn A 4, ein Teil des Kölner Autobahnrings, kreuzt. Einige Kilometer weiter südlich trifft die A 559 am Autobahndreieck Köln-Heumar auf die A 59.
Richtung Norden führt die Deutz-Mülheimer-Str. und daran anschließend der Pfälzische Ring zur sogenannten „Stadtautobahn“ B 55a an der Zoobrücke. Von hier kann die A 3 Richtung Norden – Düsseldorf/Duisburg/Oberhausen – erreicht werden und die A 1 nach Wuppertal und Dortmund sowie die A 4 in östlicher Richtung nach Olpe. Die Severinsbrücke und ihr folgend der Deutzer Ring sind Teil der B 55.

### Schiffsverkehr

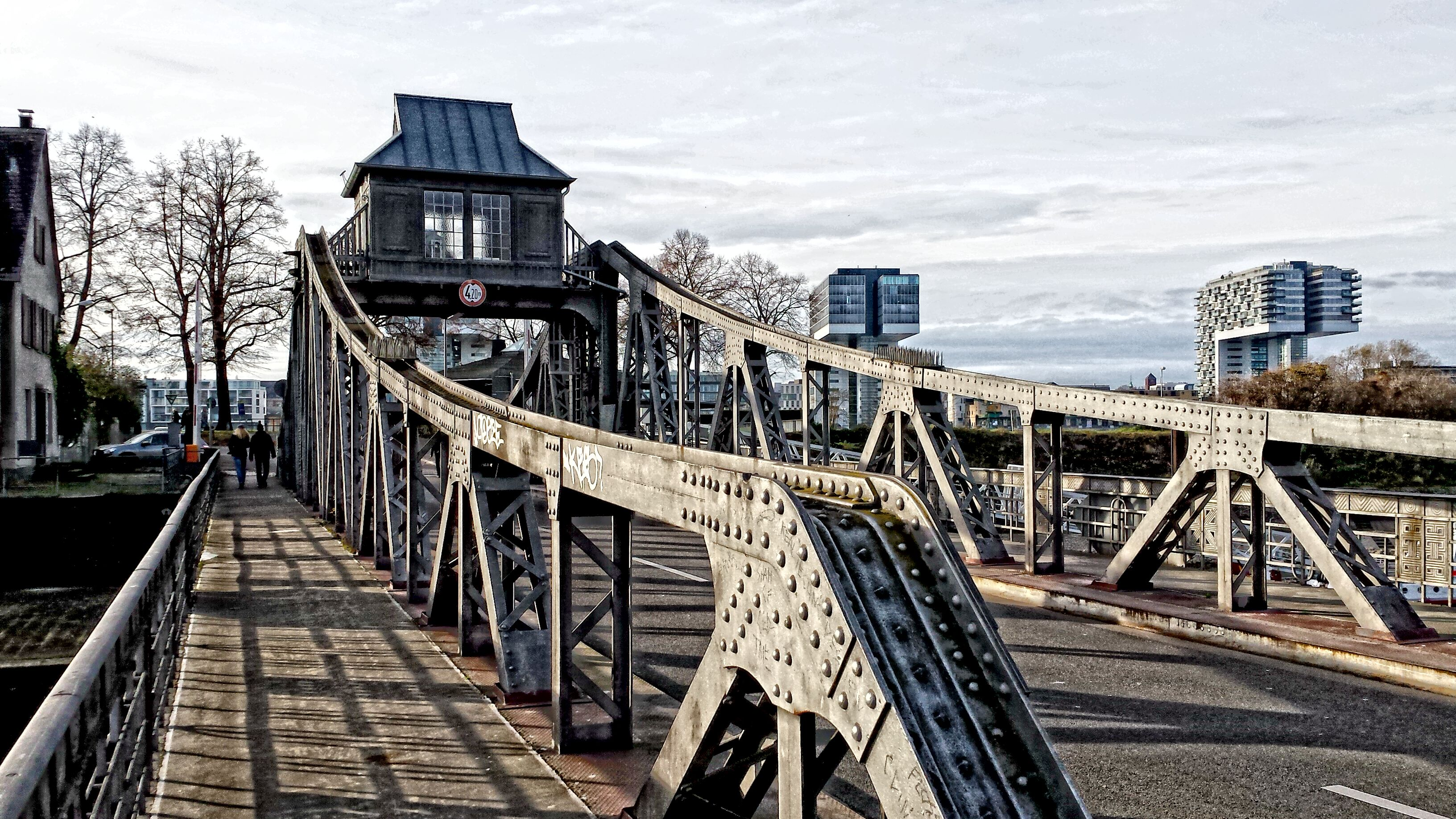
Drehbrücke Köln-Deutz

Der Verkehr auf dem Wasser wird in Deutz vom Deutzer Hafen vertreten. Ende 1904 wurde mit dem Bau begonnen. 1907 wurde der Hafen fertiggestellt und seiner Bestimmung übergeben. Der Deutzer Hafen ist für den Güterumschlag auch weiterhin unverzichtbar. Mit rund einer halben Million Tonnen Umschlag im Jahr behauptet er bis heute seinen Stellenwert als Umschlagplatz vor allem für Getreide, Kreide und Schrott. Der Hafen mit einer Wasserfläche von 81.400 Quadratmetern wird von der HGK betrieben. Der Hafen hat einen eigenen HGK-Gleisanschluss. Im Vorhafenbereich unterhalb der historischen Drehbrücke ist die Hafenfeuerwache Köln und die Wasserschutzpolizei stationiert.
In Höhe des Stromkilometers 689, unmittelbar nördlich angrenzend zur Hohenzollernbrücke, verbindet die Rheinfähre „Strolch“ den Messebereich mit der Innenstadt.

## Wirtschaft

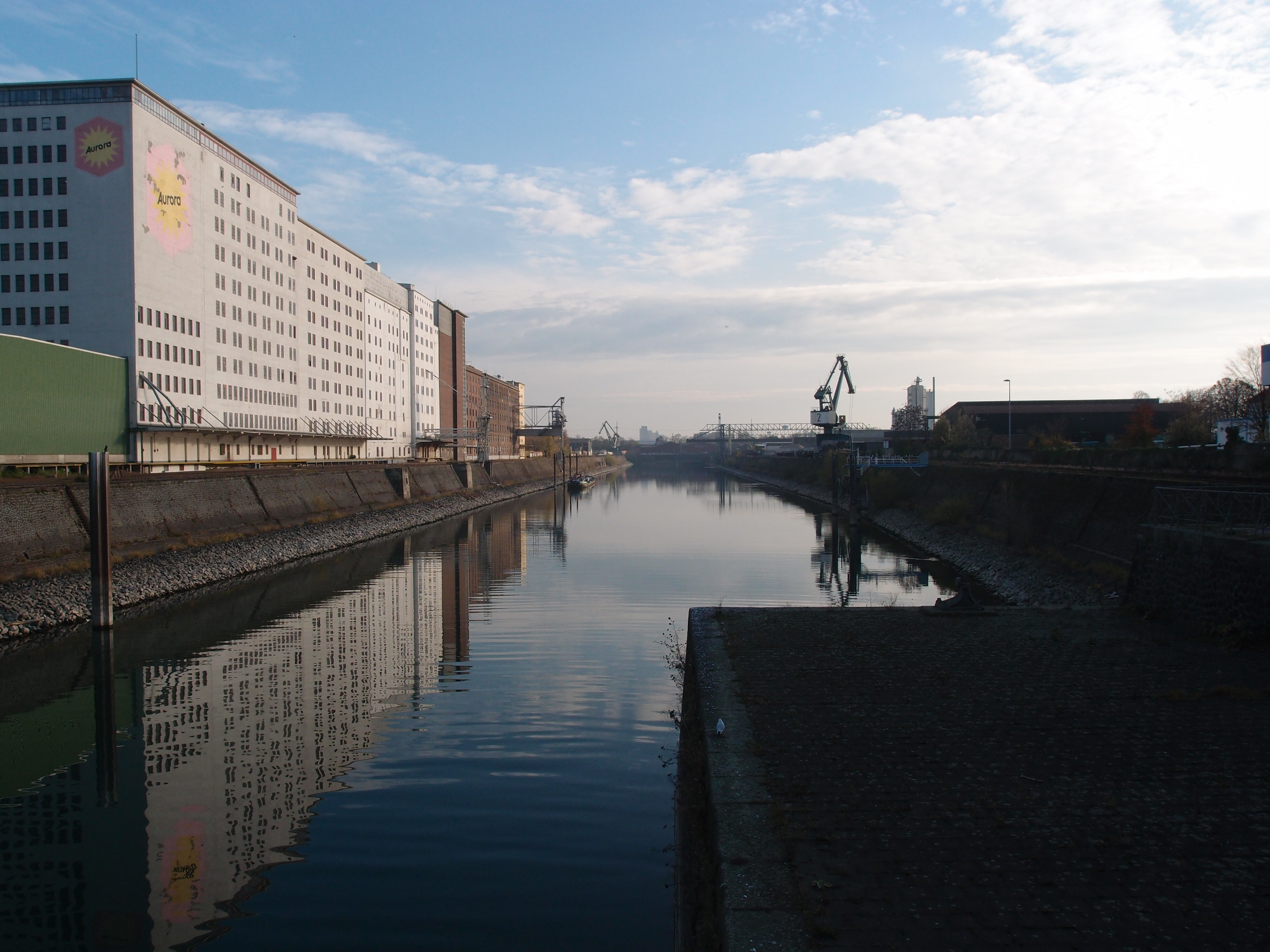
Ellmühle am Deutzer Hafen

Deutz war im 19. Jahrhundert Standort der Porzellanfabrik J. W. Bruckmann. Namensgebend ist der Stadtteil ebenso für das bekannte Motorenwerk. 
2005 trennte sich die Koelnmesse von den Rheinhallen. Bezogen wurden diese von den ehemaligen Kölner Gerling-Versicherungen, einem Teil des heutigen Talanx-Konzerns mit dessen Töchtern Aspecta AG und Talanx Asset Management GmbH. Innerhalb der historischen Backsteinfassade der alten Messehallen entstand das neue Sendezentrum des Medienunternehmens RTL Deutschland. 2010 wurden von dort die ersten Sendungen ausgestrahlt.
Auch die größte Getreidemühle in Deutschland, die Ellmühle, hat ihren Standort in Deutz. Sie verarbeitete jährlich 360.000 t Weizen und Roggen und gehört zur GoodMills-Deutschland-Gruppe. Der Betrieb wurde im Januar 2021 eingestellt.
Weiterhin haben ihren Sitz in Deutz:
- Atradius
- Koelnmesse
- Landschaftsverband Rheinland (LVR)
- Lanxess
- Roland Rechtsschutz
- Strabag
- Züblin
- Zurich Versicherung